# Thyridota curtifrons
Thyridota curtifrons är en insektsart som beskrevs av Johnsen 1991. Thyridota curtifrons ingår i släktet Thyridota och familjen gräshoppor. Inga underarter finns listade i Catalogue of Life.